# Isothiocyanaat

algemene structuur van isothiocyanaten

Isothiocyanaat is een functionele groep in de scheikunde met de formule -N=C=S. De groep is gevormd uit isocyanaat door daarin zuurstof te vervangen door zwavel.
Een isothiocyanaat is ook een chemische verbinding die deze functionele groep bevat. Ze zijn over het algemeen biologisch actief met een werking als vraatwerend middel, nematocide, anti-bacteriële of anti-microbiële stof. Een aantal komt in de natuur voor, vooral in kruisbloemigen als mosterd of broccoli. Ze kunnen ook synthetisch bereid worden, bijvoorbeeld door de reactie van een primaire amine met thiocarbonylchloride (CSCl2, ook bekend als thiofosgeen).
Vluchtige isothiocyanaten hebben een prikkelende geur en zijn traanopwekkend.
Organische isothiocyanaten zijn erg reactieve verbindingen, die als elektrofiel reageren met nucleofielen, bijvoorbeeld met amines.

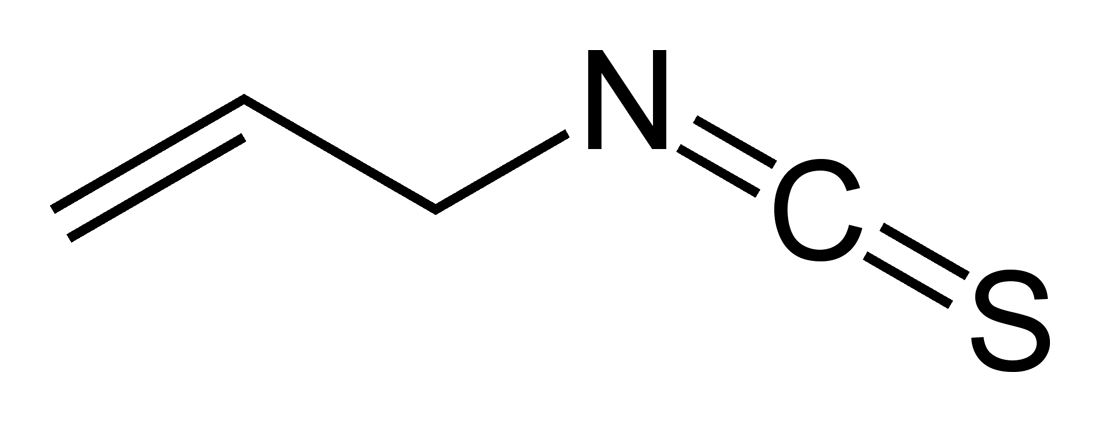
Allylisothiocyanaat

Voorbeelden van isothiocyanaten zijn:
- allylisothiocyanaat (onder meer in mosterdolie en de olie van mierikswortel of wasabi); antibacteriële stof; kan gebruikt worden als ontsmettingsmiddel en conserveringsmiddel[1][2]
- sulforafaan (geïsoleerd uit onder meer broccoli), antioxidant en potentieel anticarcinogeen middel
- methylisothiocyanaat (MITC) (geïsoleerd uit onder meer wittekool, bloemkool of spruitkool): wordt in de landbouw gebruikt om de bodem te ontsmetten vóór het planten van de gewassen
- cheiroline of 3-(methylsulfonyl)propylisothiocyanaat (geïsoleerd uit zaden van de muurbloem): antibacterieel en schimmeldodend
- p-hydroxybenzylisothiocyanaat (geïsoleerd uit onder meer herik en witte mosterd)
- fenylisothiocyanaat (geïsoleerd uit onder meer mosterd of spinazie)
- 6-methylsulfinylhexylisothiocyanaat (geïsoleerd uit wasabistengels): antibacterieel actieve stof[3]
- fluoresceïneisothiocyanaat (FITC): een derivaat van fluoresceïne dat in de biochemische en biomedische wetenschappen gebruikt wordt onder meer in flowcytometrie en immunofluorescentietesten met aan FITC gekoppelde monoklonale antilichamen.